# 季澐
季澐（1921年—1950年11月18日），江蘇省南通縣人，中國共產黨黨員，暨南大學教育系畢業，1940年加入中國共產黨，任江蘇學工委教育學院支部書記，畢業後擔任蘇州中學歷史教師、針織工人支部書記等職，1946年與丈夫張志忠銜命來台發展組織，1949年光明報事件使組織曝光而遭到逮捕，1950年11月18日槍決於馬場町。

## 生平
季澐，1921年生於江蘇省南通縣富裕家庭，父季厚庵為交通銀行的高級職員，季澐南通中學畢業，抗戰爆發父親調往上海交通銀行，季澐隨父親前往上海就讀高中，1940年加入中國共產黨，考入暨南大學教育系，1941年暨南大學內遷，轉學上海大同大學，擔任該校支部組織工作，並領導中國醫專、中法醫專支部。1942年，中國共產黨江蘇省工委學生工作委員會指派季澐考江蘇教育學院文史地專修科，任江蘇教育學院支部書記，負責在汪精衛國民政府地區推動學運工作。
1944年畢業後，季澐先後任教於蘇州中學、蘇州女子中學、江蘇省立第三中學，擔任歷史教師，此時季澐將組織拓展到紡織及針織工人，擔任多個支部書記。
1945年，由於季澐在上海身分暴露，將蘇州方面工作轉交王中一負責，1946年3月參加台灣省在上海中等學校教員考試，同時，中共華東局指派張志忠協助蔡孝乾組織台灣省工作委員會，張志忠化名楊春霖，任武工部長，季澐由張志忠領導，1946年6月與張志忠結婚來台。並任教於嘉義、台北多所中學。
1947年季澐發展組織，吸收嚴秀峰、戴芷芳等人加入組織，並透過嚴秀峰的特殊身分獲取軍事情報，1949年8月光明報事件導致案基隆市工作委員會及台大法學院支部相繼遭破獲，戴芷芳是省立基隆中學校長鍾浩東妻子蔣碧玉的妹妹，在基隆中學圖書擔任管理員，審訊時戴芷芳獲得自新，供出季澐等人導致多人被捕 。
季澐入獄時一對兒女也跟著入獄，獄中難友相互照料，隨著供述對自己不利，1950年9月，季澐將小孩交給張志忠的弟弟張再添帶回嘉義撫養。1950年10月，季澐與台北市工委會案中街頭支部書記黃石岩及蔡孝乾直屬無線電操作員羅定天、賴瓊煙夫婦，協助購買無線電設備的王義火，民報記者徐淵琛六人被判處死刑，1950年11月18日槍決於於台北馬場町，死後葬於台北六張犁墓區。

## 身後
其子楊揚（張思中），在台北市長沙街星光旅社自殺身亡，得年21歲，留下一封遺書給柏楊，請他轉告台灣華南銀行董事長劉啓光（農組侯朝宗）。其女張素梅高雄工專畢業後，罹患大腸癌26歲病故。
1998年1月16日，中國共產黨中央組織部追贈張志忠、季澐「革命烈士」稱號。